# Пећине испоснице у клисури реке Мируше
Пећине испоснице у клисури реке Мируше налазе се јужно од Клине, на Косову и Метохији, у сливу реке Мируше y средњем веку зване Љубижња. Представљају непокретно културно добро као споменик културе.

## Положај
Испоснице се налазе у кањону реке Мируше,  y средњем току са десне стране реке Мируше, y њеном најужем кањону и северној литици изнад последњег језера, око 15 km југоисточно од општинског средишта Клине,  у јужном делу планине Гремник, на надморској висини од 572 метра, на стрмим литицама висине 200 метара.
Окружене су парком природе Мируша,  који представља једну од најлепших природних знаменитости Косова и Метохије. Подручје „Мируша“ се налази у Метохијској котлини, на додиру два географска краја Метохије и Прекорупље, простране површине у оквиру Мирушке котлине и Подриме, долинског краја поред Белог Дрима, на територији општина Клина и Ораховац.
Завршетак кањона Мируше богат је крашким облицима рељефа, као што су вртаче, шкрапе и пећине, које вертикално пресецају читав зид кањона. Кроз Душку пећину, највећу пећину од њих десет, протиче поток, правећи језерца, поноре и мање водопаде.
На врху кречњачке литице Црвене стене, налазе се две пећине - Душке у којима су за време Турака била склоништа и испоснице српских калуђера. У подножју Црвене стене са пећинама je јако врело хладне и веома питке воде које избацује преко 20 литара воде y секунди.

## Историја и изглед
Није познато када ce први пут јавио данашњи назив реке Мируше. Зна ce непобитно да ce y средњем веку звала Љубижња. Њено старо име ce сачувало y имену садашњег села Љубижде коje ce налази на десној обали y горњем току реке.  Садашње име Мируша српски житељи околних села везују за миран ток доњег дела реке која по изласку из кањона заиста тече мирно и једва приметно. У сливу данашње реке Мируше налази ce неколико старих села y којима постоје остаци црквених споменика познатих из средњовековних историјских извора. Међу њима су: Бања, Блаце, Волујак, Горачево, Градиште, Гребник, Доманег, Душа, Илијина црква, Козник, Лабићево, Љубижда, Мируша, Понорац, Сврхе и Уљарице — две пећине испоснице, које међу свим срењовековним српски. споменицима  у сливу реке Мируше имају најзначајније место. Назване су Уљарице  по бројним ројевима пчела које су некада настањивале а и сада настањују ове пећине. У њиховом окружењу могу се наћи заштићене биљне врсте попут косовског божура и гороцвета.
{{цитирање|На основу остатака грађевина, сачуваних делова живописа и фрагмената фресака нађених y шуту, делова судова од керамике и стакла, као и аналогијом са споменицима: испосницама Петра Коришког код Призрена, испосницом Св. Николе y клисури Призренске Бистрице, испосницом Русиницом и низом испосница y Матоском потоку више Мушутишта, као и Дечанскобелајским испосницама о којима постоје поред остатака грађевина и фрескосликарства и очувани писани историјски подаци — сматра ce y науци да и ове пећине испоснице спадају y истовремено хронолошки настале споменике српске средњовековне уметности, односно y време око 1350. године.

### Испосница Велика црква
За већу од двеју испосница (звану Велика црква) претпоставља се да је настала у 14. веку, као и да је два века касније у њој обновљен испоснички живот. У испосницу се улази кроз отвор  простран и окренут према југозападу. Са јужне стране призидан је зид средњовековне цркве утемељен на самој стени. Дебљина зида y доњим деловима износи од 90 до 100 cm. Са унутрашње стране очуван je y висини од 30 до 80 cm a са спољашње и до 100 cm. Пећина црква je при дну широка 4 m a висока на улазу 3,5 m. Од улазног дела води пећински канал исте ширине и висине y дубину стене око 10 m, a потом ce раздваја y два ужа процепа који су дуги 16 односно 52 m и на крају ce завршавају обрушеним материјалом и глином.  Дно пећине je испуњено облуцима стене и земљом црвеницом преко које je слој глине.
У цркви су приликом истраживања нађени фрагменти фресака, олтара (часне трпеза) и молитвеник, као и делови керамике и стаклене посуда суженог врата чија je горња ивица била ојачана зрнасто. Ова стаклена посуда доказује да je ова пустиножитељска насеобина била снабдевена и вреднијим примерцима црквених сасуда потребних за вршење верских обреда и свакодневни живот испосника.

### Испосница Мала црква
У мањуиспосници (Мала црква), која је удаљена 30 метара од Велике цркве улази се кроз отвор висок 3,5 и широк 1,5 до 2,5 метара. Десна страна пећине je вертикална и глатка стена a лева коса и y правцу раседања ссастоји се од слојева кречњака.
До пре пар деценија постојала делимично сачувана представа Силаска Светог Духа на апостоле и представом Космоса y доњем делу. Композиција која је јако оштећена зубом времена и скрнављењем сваким даном све више нестаје.

## Основ за упис у регистар
Решење Покрајинског завода за заштиту споменика културе у Приштини, бр. 231 од 31.5.1962.г. Закон о заштити споменика културе (Сл. гласник НРС бр. 51/59).